# Marcos Calderón
Pour les articles homonymes, voir Calderón.
Marcos Calderón Medrano (Lima, 11 juillet 1928 – mer au large de Callao, 8 décembre 1987) est un joueur et entraîneur péruvien de football. 
Surnommé El Oso (« l'ours ») ou encore El Chueco (« le tordu » en raison de ses pieds arqués), cet ancien milieu de terrain du Sport Boys demeure l'entraîneur le plus couronné de l'histoire du championnat du Pérou avec dix titres.
Sélectionneur du Pérou à six reprises, il remporte la Copa América 1975 et amène la Blanquirroja à la Coupe du monde 1978. C'est à ce jour le seul entraîneur péruvien à avoir réussi à qualifier l'équipe du Pérou à une Coupe du monde. Il meurtdécède lors d'un crash aérien, le 8 décembre 1987, avec l'équipe entière de l'Alianza Lima.

## Biographie

### Carrière de joueur
Comparé à sa carrière d'entraîneur à succès, son parcours de joueur reste relativement modeste avec seulement deux expériences en club, au Carlos Concha, puis au Sport Boys au sein duquel il retrouve son cousin Luis Calderón et remporte le premier championnat professionnel du Pérou en 1951.

### Carrière d'entraîneur

#### Expériences en club
Seulement deux ans après sa retraite comme joueur, Marcos Calderón remplace Dan Georgiádis à la tête du Sport Boys et remporte le championnat en 1958, son premier titre comme entraîneur, qui plus est dès sa première d'année d'exercice. Ce succès inaugural donne le ton de sa carrière d'entraîneur, bardée de titres (dix en club et un en sélection) au point d'être surnommé Don Títulos (« Monsieur titres ») par Pocho Rospigliosi (es), célèbre journaliste sportif péruvien.
En effet, outre le Sport Boys - où il remportera un deuxième championnat en 1984 - Calderón se distingue dans les trois plus grands clubs du Pérou, l'Universitario de Deportes (champion en 1964, 1966, 1967 et 1985), le Sporting Cristal (champion en 1972, 1979 et 1980) et l'Alianza Lima (champion en 1975). Avec ce dernier club, il atteint les demi-finales de la Copa Libertadores en 1976.

#### Sélection du Pérou
Vainqueur de la Copa América en 1975, Marcos Calderón a connu des hauts et des bas en équipe du Pérou. Remplaçant György Orth en 1961, il dirige la Blanquirroja lors des éliminatoires de la Coupe du monde 1962, première expérience qui s'avère un échec, les Péruviens étant écartés par une équipe colombienne inférieure sur le papier. Cela n'empêche pas la Fédération péruvienne de le rappeler en 1965 avec une nouvelle contre-performance des Incas devancés par l'Uruguay lors des qualifications à la Coupe du monde 1966.
Après un troisième retour sur le banc péruvien en 1967, Marcos Calderón connaît plus de réussite dans les années 1970, avec le sacre de 1975 susmentionné, suivi d'une qualification au Mondial 1978 en Argentine qui voit les Péruviens se hisser au 2e tour. Sa dernière expérience à la tête du Pérou a lieu en 1980 (un seul match dirigé).

### Décès
Entraîneur de l'Alianza Lima en 1987, Marcos Calderón périt avec son équipe le 8 décembre 1987 au large de Callao lorsque l'avion qui les transportait s'écrase en mer, crash aérien qui a marqué durablement les esprits au Pérou. Dix-sept jours après l'accident, son corps en état de décomposition est retrouvé sur une plage près de Huacho, une commune à 150 km au nord de Lima. Son fils "Marquitos" Calderón parvient à reconnaître le corps de son père grâce à ses pieds arqués.

## Palmarès et statistiques

### Palmarès de joueur
Sport Boys
- Championnat du Pérou (1) :
  - Champion : 1951.

### Palmarès d'entraîneur

#### En club
| Sport Boys - Championnat du Pérou (2) : - Champion : 1958 et 1984. |  | Universitario de Deportes - Championnat du Pérou (4) : - Champion : 1964, 1966, 1967 et 1985. |  | Sporting Cristal - Championnat du Pérou (3) : - Champion : 1972, 1979 et 1980. |  | Alianza Lima - Championnat du Pérou (1) : - Champion : 1975. |

#### En équipe nationale
Pérou
- Copa América (1) :
  - Vainqueur : 1975.

#### Statistiques
- 724 matchs dirigés en 1re division péruvienne (tous clubs confondus)[1].
- 51 matchs dirigés en équipe du Pérou[7].